# فرنسيس جونسون (سياسي)
فرنسيس جونسون (بالإنجليزية: Francis Johnson)‏ هو محامي وسياسي أمريكي، ولد في 19 يونيو 1776 في الولايات المتحدة، وتوفي في 16 مايو 1842 في الولايات المتحدة. انتخب عضو مجلس النواب الأمريكي.